# Melanotrichia vasudeva
Melanotrichia vasudeva is een schietmot uit de familie Xiphocentronidae. De soort komt voor in het Oriëntaals gebied.